# Pieter Bressinck
Petrus Frans „Pieter” Bressinck, znany też jako Pierre Bressinck (ur. 22 maja 1906 w Temse, zm. 26 stycznia 1988 tamże) – belgijski zapaśnik walczący w stylu wolnym. Olimpijczyk z Amsterdamu 1928, gdzie zajął piąte miejsce w wadze piórkowej.

## Turniej wAmsterdamie 1928
| Konkurencja      | Walki                  | Walki               | Klas. końcowa |
| Konkurencja      | Przeciwnik I           | Przeciwnik II       | Miejsce       |
| ---------------- | ---------------------- | ------------------- | ------------- |
| 61 kg styl wolny | Allie Morrison (USA) P | Hans Minder (SUI) P | 5.            |